# Пайдушко
Пайду́шко (болг. Пайдушко) — село в Тирговиштській області Болгарії. Входить до складу общини Тирговиште.

## Населення
За даними перепису населення 2011 року у селі проживали 212 осіб, усі — турки.
Розподіл населення за віком у 2011 році:
Динаміка населення: